# Локкумъягун
Локкум-Ягун (в верховье Керпетьмуль) — река в России, протекает по Сургутскому району Ханты-Мансийского АО. Устье реки находится в 835 км от устья реки Большой Юган по правому берегу. Длина реки составляет 154 км, площадь водосборного бассейна — 1040 км².

## Притоки
(км от устья)
- Ай-Сиит (пр)
- Энтль-Сиит (пр)
- 85 км: река Лоригль (лв)
- Пунигль (пр)
- Кохльшмоунки (лв)
- Сартигль (пр)
- 133 км: река Энтль-Лепыкигль (лв)

## Данные водного реестра
По данным государственного водного реестра России относится к Верхнеобскому бассейновому округу, водохозяйственный участок реки — Обь от города Нефтеюганск до впадения реки Иртыш, речной подбассейн реки — Обь ниже Ваха до впадения Иртыша. Речной бассейн реки — (Верхняя) Обь до впадения Иртыша.
Код объекта в государственном водном реестре — 13011100212115200047246.